# Ianca
Ianca este un oraș în județul Brăila, Muntenia, România, format din localitatea componentă Ianca (reședința), și din satele Berlești, Gara Ianca, Oprișenești, Perișoru, Plopu și Târlele Filiu. Are o populație de 8.969 locuitori (2021).

## Așezare
Orașul se află în partea central-estică a județului și este traversat de șoseaua națională DN2B, care leagă Brăila de Buzău. La Ianca, din acest drum se ramifică șoseaua județeană DJ211, care duce spre sud la Zăvoaia, Roșiori și Grivița (ultima în județul Ialomița; unde se termină în DN2C); și șoseaua județeană DJ221, care duce spre nord la Șuțești (DN22), Râmnicelu, Gemenele și Cazasu (unde se termină în DN22.
Prin oraș trece și calea ferată Buzău–Brăila, pe care orașul este deservit de stațiile Ianca și Ianca Sat.

## Demografie
Componența etnică a orașului Ianca
     Români (88,77%)
     Romi (2%)
     Alte etnii (0,09%)
     Necunoscută (9,14%)
Componența confesională a orașului Ianca
     Ortodocși (89,6%)
     Alte religii (0,93%)
     Necunoscută (9,48%)
Conform recensământului efectuat în 2021, populația orașului Ianca se ridică la 8.969 de locuitori, în scădere față de recensământul anterior din 2011, când fuseseră înregistrați 10.343 de locuitori. Majoritatea locuitorilor sunt români (88,77%), cu o minoritate de romi (2%), iar pentru 9,14% nu se cunoaște apartenența etnică. Din punct de vedere confesional, majoritatea locuitorilor sunt ortodocși (89,6%), iar pentru 9,48% nu se cunoaște apartenența confesională.
|  | Graficele sunt indisponibile din cauza unor probleme tehnice. Mai multe informații se găsesc la Phabricator și la wiki-ul MediaWiki. |

Date: Recensăminte sau birourile de statistică - grafică realizată de Wikipedia

## Istorie

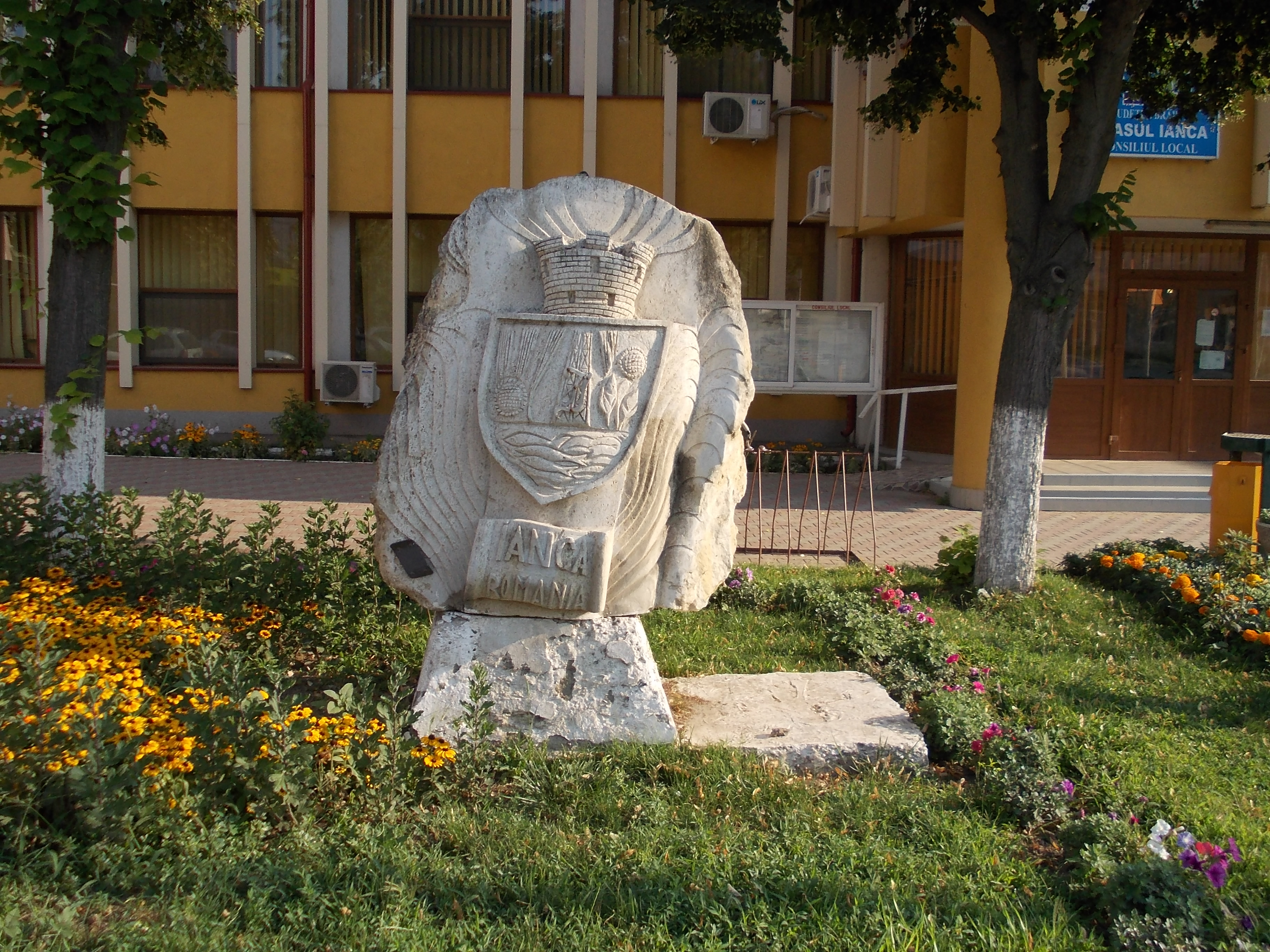
monument în Ianca,Brăila

Satul Ianca a fost înființat în 1834. La sfârșitul secolului al XIX-lea, comuna Ianca era reședința plășii Ianca din județul Brăila, și era formată din satele Ianca și Niculești, cu o populație totală de 1483 de locuitori ce trăiau în 820 de case. În comuna Ianca funcționau o fabrică de spirt înființată în 1878, 12 mori de vânt și una cu aburi, 2 biserici ortodoxe — una datând din 1834 și alta din 1885 — și două școli: una de băieți cu 69 de elevi înființată în 1863 și alta de fete, cu 42 de eleve, înființată în 1877. Pe teritoriul orașului actual mai funcționau pe atunci și comunele Ionești-Berlești și Perișoru, tot în plasa Ianca. Comuna Ionești-Berlești avea reședința în satul Berlești începând din 1840; ea avea o populație de 244 de locuitori; aici funcționau o moară de vânt și o școală mixtă cu 16 elevi, dintre care 2 fete. Comuna Perișoru avea în componență satele Perișoru, Plopu, Oprișenești și Jipești, cu 1164 de locuitori. În comună funcționau o școală mixtă cu 61 de elevi înființată în 1852 și o biserică ortodoxă construită în 1854 de locuitori.
În 1925, comuna Ianca avea în componență doar satul Ianca, cu 2545 de locuitori, fiind în continuare reședința plășii Ianca. Comuna Perișoru era în aceeași plasă și avea satele Berlești, Oprișenești, Perișoru, Plopu Nou și cătunul Plopu Vechi, cu 2556 locuitori, comuna Ionești-Berlești fiind desființată.
În 1950, comunele au fost arondate raionului Făurei din regiunea Galați. În 1968, comuna Perișoru (care între timp își schimbase numele în Plopu) a fost desființată și inclusă în comuna Ianca, comună arondată din nou județului Brăila, reînființat. Comuna a căpătat atunci actuala componență a orașului În 1989, comuna Ianca a fost declarată oraș.

## Monumente istorice

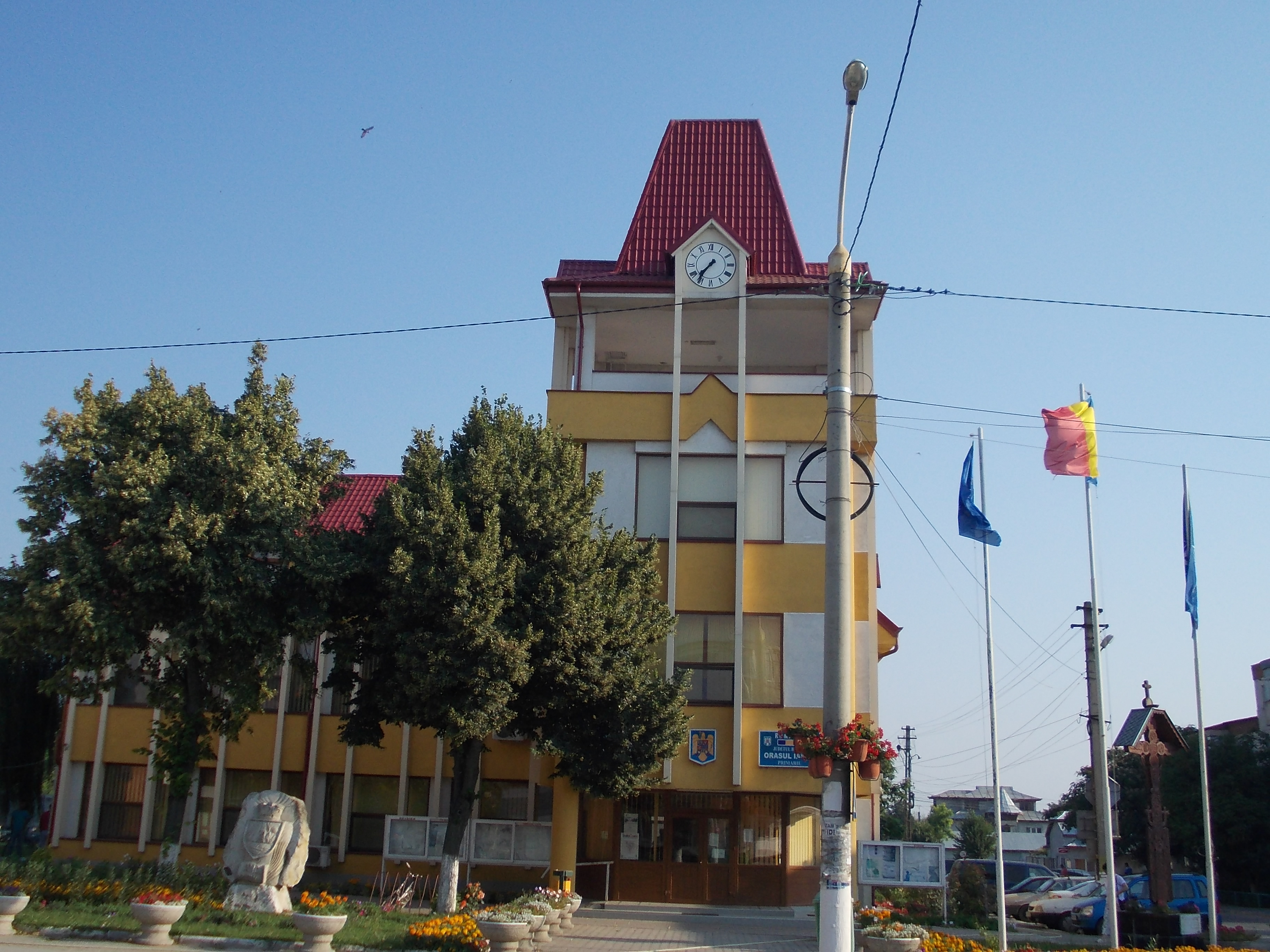
Primăria orașului Ianca,Brăila

Trei obiective din orașul Ianca sunt incluse în lista monumentelor istorice din județul Brăila ca monumente de interes local, toate clasificate ca monumente memoriale sau funerare. Primul sunt crucile de piatră datând din secolele al XVIII-lea–al XIX-lea, aflate în cimitirul de lângă biserica din localitatea Ianca. Al doilea îl reprezintă statuia eroilor din Războiul de Independență al României și din Primul Război Mondial, ridicat în 1938 în fața casei de cultură de pe strada Brăilei. Un monument similar, ridicat în 1924, se află în satul Perișoru în dreptul școlii și bisericii.

## Administrație
Orașul Ianca este administrat de un primar și un consiliu local compus din 17 consilieri. Primarul, Ionel Epureanu[*], de la Partidul Social Democrat, este în funcție din 1 noiembrie 2024. Începând cu alegerile locale din 2024, consiliul local are următoarea componență pe partide politice:
|  | Partid                          | Consilieri | Componența Consiliului | Componența Consiliului | Componența Consiliului | Componența Consiliului | Componența Consiliului | Componența Consiliului | Componența Consiliului | Componența Consiliului | Componența Consiliului |
|  | ------------------------------- | ---------- | ---------------------- | ---------------------- | ---------------------- | ---------------------- | ---------------------- | ---------------------- | ---------------------- | ---------------------- | ---------------------- |
|  | Partidul Social Democrat        | 9          |                        |                        |                        |                        |                        |                        |                        |                        |                        |
|  | Partidul Național Liberal       | 7          |                        |                        |                        |                        |                        |                        |                        |                        |                        |
|  | Alianța pentru Unirea Românilor | 1          |                        |                        |                        |                        |                        |                        |                        |                        |                        |

Din cele 18614,05 ha cât totalizează teritoriul administrativ al orașului lanca, 1090,99 ha sunt ocupate de intravilanul celor 7 localități care se află în teritoriul administrativ, și anume:
- lanca cu Gara lanca - 605,17 ha
- Perișoru - 100,58 ha
- Plopu - 98,23 ha
- Berlești - 68,06 ha
- Oprișenești - 81,3 ha
- Târlele Filiu - 136,02 ha

## Personalități născute aici
- Ion Theodorescu-Sion (1882 - 1939), pictor
- Nicolae Oncescu (1905 - 1964), geolog
- Nicu Boboc (1933 - 2018), matematician;
- Horia Toboc (n. 1955), atlet.

## Orașe înfrățite
Orașul Ianca este înfrățit cu următoarea localitate:
- La Chapelle sur Erdre, Franța (din 2005)